# 炳靈寺石窟
炳灵寺石窟，位於中國甘肅省臨夏回族自治州永靖县王台鎮塔坪村的積石山大寺溝西側的崖壁。
西晉初年（約公元3世紀）開鑿在黃河北岸大寺溝的峭壁之上，正式建立於西秦建弘元年（420年），上下四層。最早稱為唐述窟，是羌語「鬼窟」之意，唐代稱龍興寺，宋代稱靈岩寺，明朝永樂年後稱炳靈寺，“炳靈”為藏語“仙巴炳靈”的簡化，是“千佛”“十萬彌勒佛洲”之意。
現存洞窟34个，龛149个；石雕像694身，泥塑像82身；洞窟形式和云冈、龙门近似，但佛龛多作覆钵式塔形，为别处少见；有代表性的是第169窟，窟中有西秦建弘元年（420年）墨书题记，为此处最早的纪年。